# Estació de Besòs
Besòs és una estació situada al barri del Besòs al districte de Sant Martí de Barcelona on enllacen la L4 del Metro de Barcelona i les línies T5 i T6 del Trambesòs.
L'estació del metro està soterrada i es va inaugurar el 1982. Força anys més tard el 14 d'octubre de 2006 es va inaugurar la del Tram que es troba semisoterrada al costat mar de la Gran Via de les Corts Catalanes amb la inauguració de la línia T5. La T6 hi circula des del 20 de febrer de 2012.

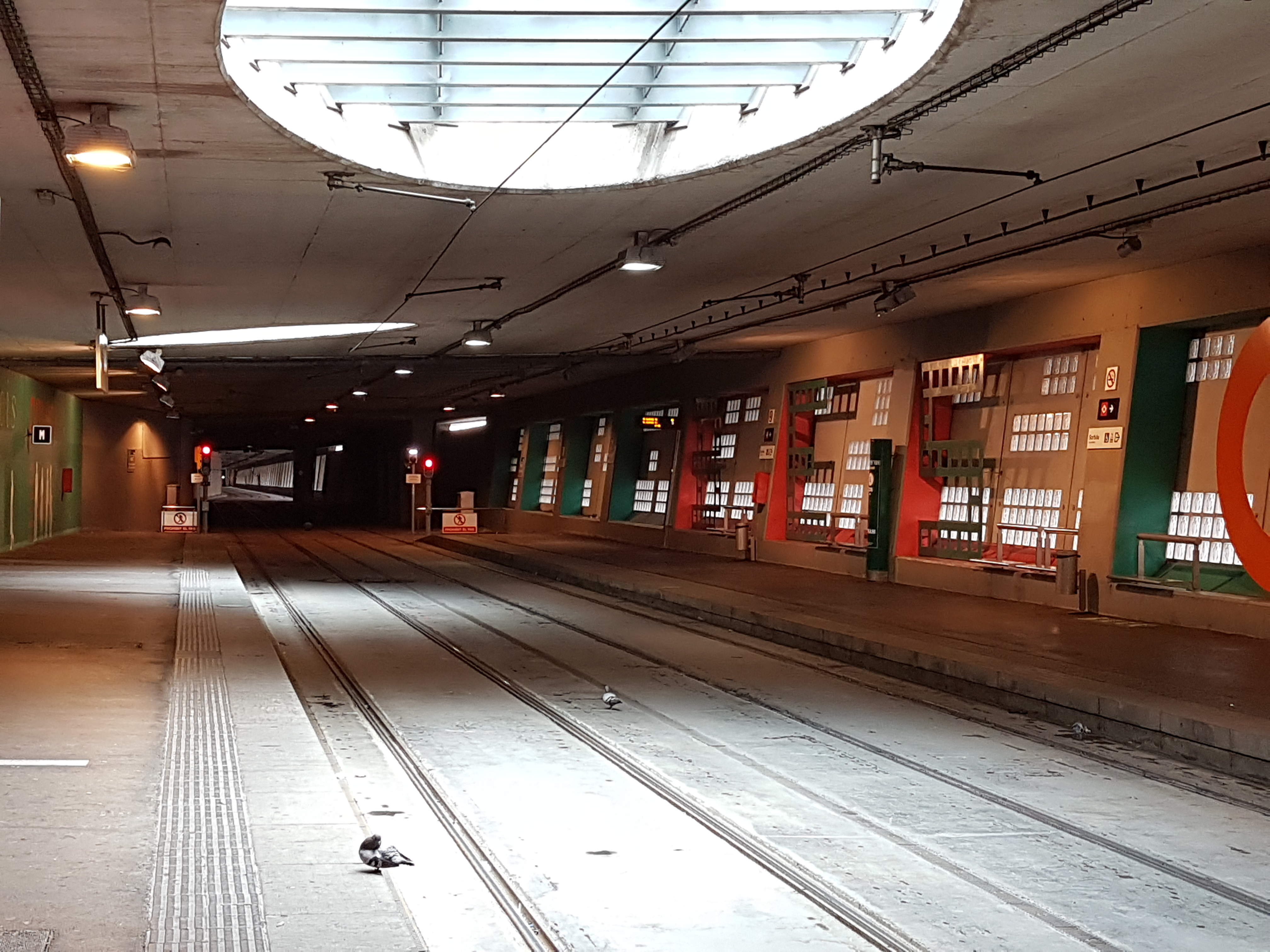
L'estació de tramvia de les línies T5 i T6

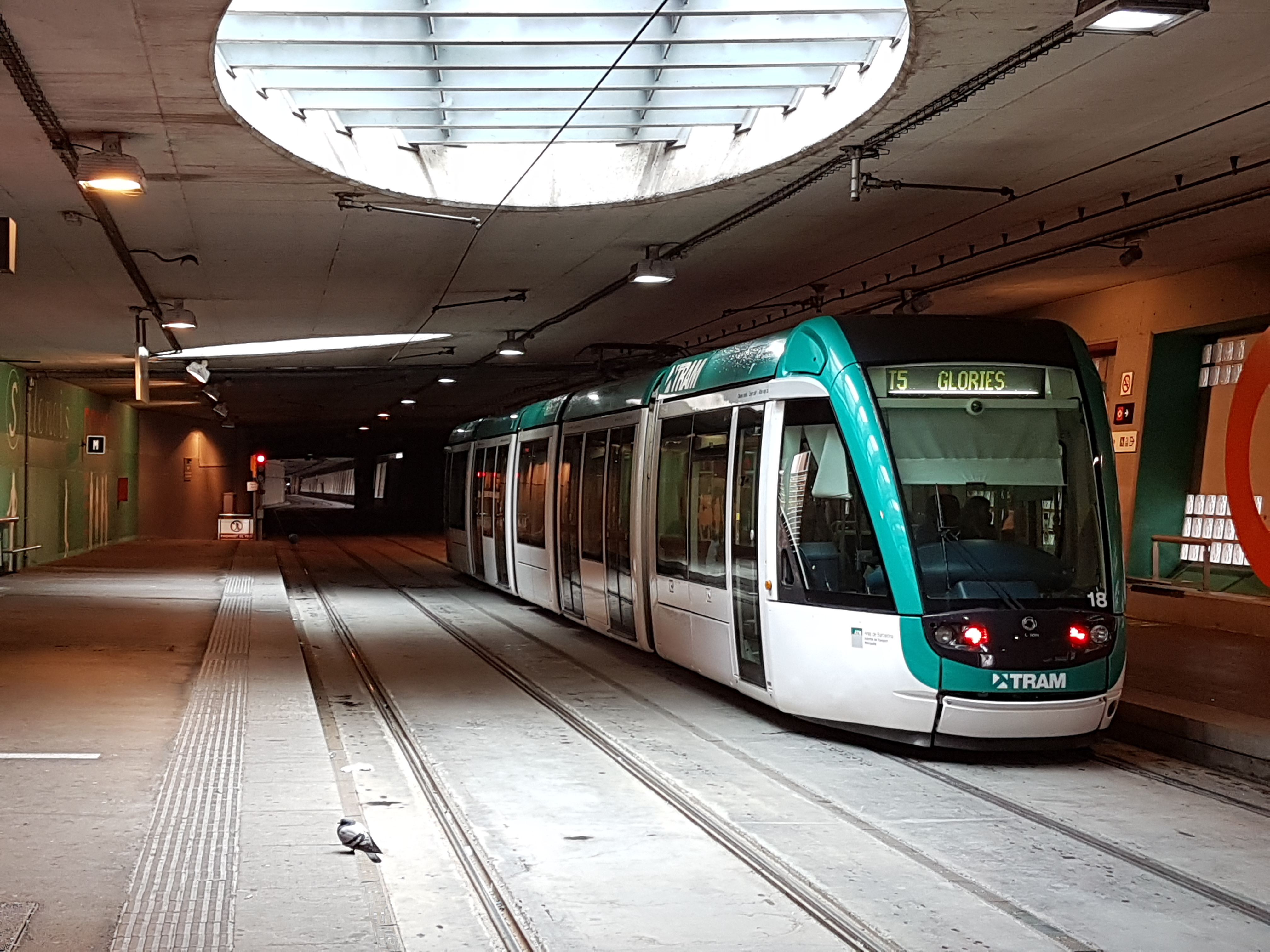
Tramvia T5 destinació Glòries

| Procedència/Destinació     | <                        | Línia                 | >                  | Procedència/Destinació |
| -------------------------- | ------------------------ | --------------------- | ------------------ | ---------------------- |
| Metro de Barcelona         |                          |                       |                    |                        |
| Trinitat Nova              | Besòs Mar                | L4                    | La Pau             | La Pau                 |
| Trambesòs                  |                          |                       |                    |                        |
| Ciutadella - Vila Olímpica | Sant Martí de Provençals |                       | Alfons el Magnànim | Gorg                   |
| Ciutadella - Vila Olímpica | Sant Martí de Provençals | Estació de Sant Adrià | Alfons el Magnànim |                        |

## Accessos del metro

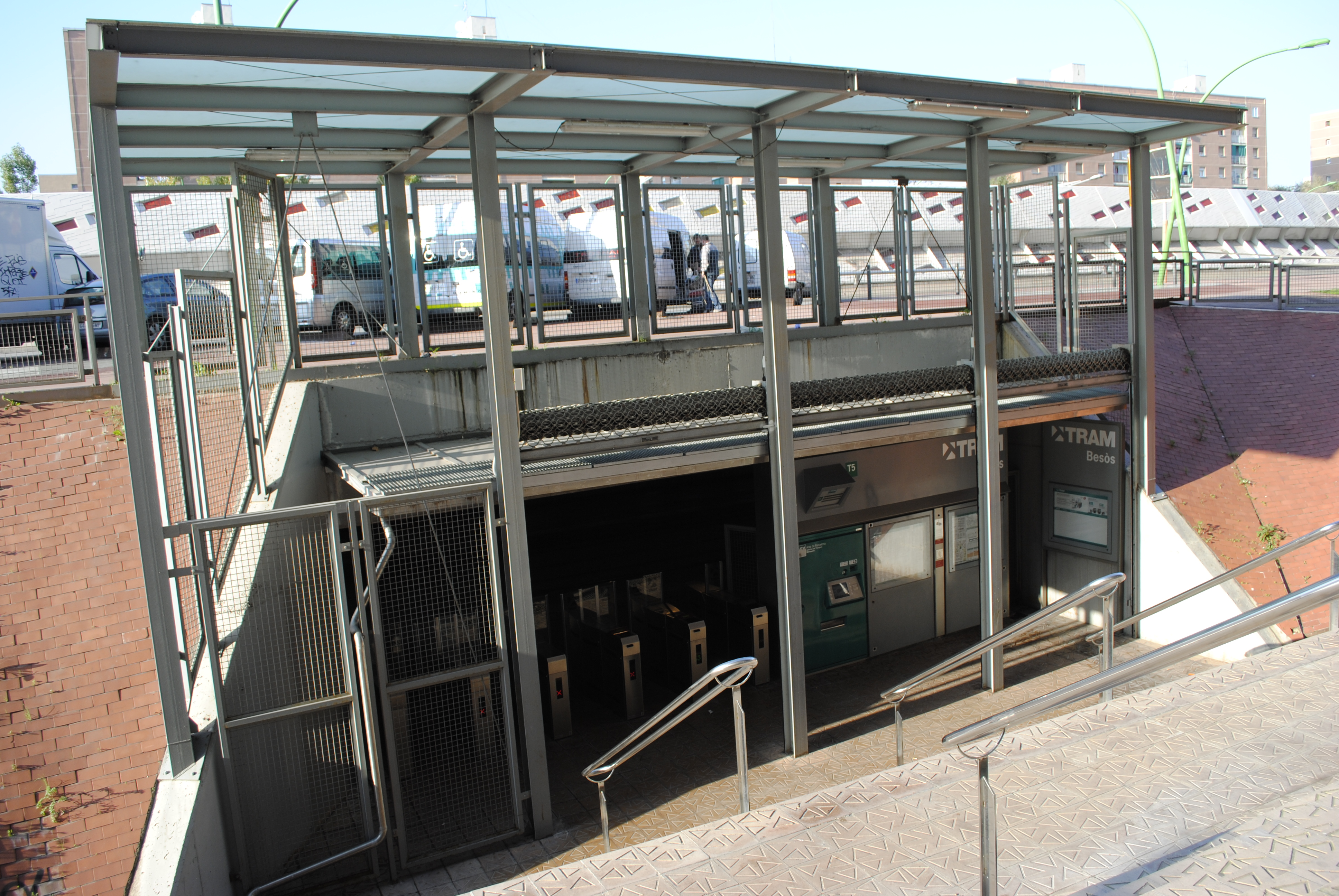
Accés a la Gran via de les Corts Catalanes

- Gran Via de les Corts Catalanes